# María Jesús González
María Jesús González Díaz (Valladolid, 1956) es una arquitecta española especializada en arquitectura sostenible. De 2009 a 2012, fue presidenta de la Asociación Sostenibilidad y Arquitectura (ASA).

## Trayectoria
González estudió arquitectura en la Escuela Técnica Superior de Arquitectura de Madrid (1980, ETSAM), se doctoró en 2014 por la Universidad Politécnica de Madrid (UPM). Es hija del arquitecto Julio González Martín. Ha desarrollado labores de investigación en colaboración con varios grupos de la Universidad Politécnica de Madrid y ejerce como profesional arquitecta construyendo a escala de edificio o a escala urbana con los parámetros de sostenibilidad que expone en sus artículos de investigación. Participó en foros y conferencias en diferentes instituciones como la realizada en la Universidad Camilo José Cela, o el paraninfo de la Universidad Laboral de Gijón.
González aborda la sostenibilidad en sus trabajos de arquitectura vernácula y de Patrimonio. Ha participado en proyectos de investigación en Atenas, publicando The impossible myth of the vernacular city as a paradigm for optimising resources en 2008, en Palencia en 2004 con La tierra y el sol como elementos básicos de la arquitectura: las diez viviendas de Amayuelas de Abajo, en Singapur en 1998 con Vernacular construction linked to high-technology buildings for sustainable environment in Arabian countries. Además realizó artículos como el de 1996 sobre La Arquitectura de Miguel Fisac, el de 1993 sobre el Palacio de Justicia de Valladolid en Arquitecturas en Valladolid. Tradición y modernidad. 1900- 1940, o el de 1989 para El barrio de Girón: un ejemplo de construcción de viviendas sociales en la posguerra española publicado en Anales de Arquitectura.
Colegiada en España y miembro 15619 del BNA número del Bouwkunst Bond van Nederlandse Architecten (BNA- Asociación de Arquitectos de los Países Bajos), 2008/2013, desarrolla su trabajo con proyectos de edificación que han sido reconocidos con premios nacionales e internacionales, como los otorgados por la Junta de Castilla y León, Caja España, o Good Practices Habitat Dubai. Además continúa participando en proyectos de investigación I+D+i. Es autora de publicaciones sobre sostenibilidad y arquitectura en libros como Arquitectura sostenible y aprovechamiento solar, y participa en congresos publicando en revistas científicas.
González ejerce otros cargos directivos de responsabilidad, además de dirigir su estudio. Entre 2009 y 2012 fue presidenta de la Asociación Sostenibilidad y Arquitectura (ASA), miembro de su Comité científico, fundadora y presidente entre 2007 y 2015 de la Agrupación de Arquitectos por la Sostenibilidad del Colegio Oficial de Arquitectos de Castilla y León, y miembro del Comité Ejecutivo de Green Building Council España (GBCe) entre 2015-2019. 

## Reconocimientos
- 2002. Premio Good practice “Edificación sostenible en el municipio ecológico de Amayuelas de Abajo (Palencia)”. Premio Internacional Dubái 2002 sobre Mejores Prácticas para mejorar la Calidad de Vida. Comité Hábitat español.[8]
- Su proyecto de Tres viviendas ecológicas, en Soto de Medinilla (Valladolid), cuya construcción finalizó en 2004 ha sido reconocido con varios premios:
  - 2003 Premio Caja España, por la investigación sobre energías renovables.
  - 2005 Best Poster Award “Identification of human and social aspects in a sustainable project: a real case in Spain”. World Sustainable Building Conference en Tokio, (en colaboración con Justo García Navarro).
  - 2006 Primer Premio de Edificación Sostenible, categoría Viviendas. Instituto de la Construcción de Castilla y León (ICCL), Junta Castilla y León.
- 2004 Segundo Premio de La ciudad del medio ambiente de Soria. Consejería de Medio Ambiente de la Junta de Castilla y León.

- 2008 Primer Premio de Construcción Sostenible de Castilla y León, categoría equipamientos.  Proyecto Bodega Tera y Castro. Instituto de la Construcción de Castilla y León (ICCL).[9]

## Obras seleccionadas

### Libros
- 2004 Arquitectura sostenible y aprovechamiento solar.[10]
- 2000 Sostenibilidad en la construcción. En colaboración con Justo García Navarro y otros.[11]

### Tesis
- 2014 Naturaleza, ética y arquitectura. Departamento de Construcción y Vías Rurales. Escuela Técnica Superior de Ingeniería Agronómica, Alimentaria y de Biosistemas.[12]

### Artículos
- 1996 La Arquitectura de Miguel Fisac.
- 2014 Estudio PRECOST&E: evaluación de los costes constructivos y consumos energéticos derivados de la calificación energética en un edificio de viviendas situado en Madrid,[13]
- 2014 La arquitectura de los equipamientos rurales de posguerra: un caso práctico. Las casa de médicos y policlínicas en Valladolid. En colaboración con Alicia González Díaz.[14][15][16]
- 2023 El barrio Girón de Valladolid: sus contextos en tiempo y lugar.[17]

### Arquitectura
- 2004 Tres viviendas adosadas de bajo impacto medioambiental (BIM). Soto de Medinilla (Valladolid).[18]